# Landreva talus
Landreva talus är en insektsart som beskrevs av Fernando 1964. Landreva talus ingår i släktet Landreva och familjen syrsor. Inga underarter finns listade i Catalogue of Life.